# Eremias aria
Eremias aria este o specie de șopârle din genul Eremias, familia Lacertidae, ordinul Squamata, descrisă de William Russell Anderson și Leviton 1967. Conform Catalogue of Life specia Eremias aria nu are subspecii cunoscute.